# یواس‌اس کلمبیا (سی-۱۲)
یواس‌اس کلمبیا (سی-۱۲) (به انگلیسی: USS Columbia (C-12)) یک کشتی بود که طول آن ۴۱۳ فوت ۱ اینچ (۱۲۵٫۹۱ متر) بود. این کشتی در سال ۱۸۹۲ ساخته شد.